# Muziekpublique
Muziekpublique is een Brusselse vzw die zich inzet voor traditionele muziek en dans. Ze steunen kleine, lokale artiesten in het uitbouwen van een internationale carrière. Ze doen dat door te helpen met het organiseren van optredens en door gratis repetitieruimtes aan te bieden. 
Muziekpublique organiseert naast concerten en festivals ook dans- en muzieklessen en workshops voor scholen. De vzw werd opgericht op 26 augustus 2001 onder de naam La Tentation. Muziekpublique bestaat uit vaste medewerkers en vrijwilligers.
De naam Muziekpublique is half Nederlands en half Frans omdat de vzw als Brusselse organisatie meertalig is. Daarnaast drukt deze naam ook uit dat de organisatie ernaar streeft het publiek dicht bij de muziek te brengen.
De vzw won de Vlaamse Cultuurprijs voor Muziek, de Ultima, in 2016.

## Locatie
Bij de oprichting had Muziekpublique nog geen vaste zaal en werden de optredens georganiseerd bij mensen thuis en in kleine zaaltjes in Brussel. Sinds 2005 beheert Muziekpublique het Molièretheater in Elsene, dat eigendom is van de gemeente. De hoofdzetel werd officieel daarheen verplaatst op 15 november 2006. Muziekpublique organiseert concerten, workshops en lessen. De concerten vinden plaats in het Molièretheater. De lessen en workshops gaan door in zowel het Molièretheater als in het Maria-Boodschaplyceum, een Nederlandstalige middelbare school in Brussel.

## Platenlabel
De vzw heeft ook een platenlabel. Hieronder verschijnt er ongeveer één cd per jaar. Daarnaast helpt het label ook artiesten met het plannen van concerten. 
Lijst van cd's die tot nu toe onder het platenlabel verschenen zijn:
- Tamala, "Lumba" (2021)
- Las Lloronas, "Soaked" (2020)
- "Jola" (2020), een album met muziek van Gnawa-muzikanten
- Refa, "Amina" (2019)
- Vardan Hovanissian en Emre Gültekin, "Karin" (2018)
- Bao Sissoko, Mola Sylla en Wouter Vandenabeele, "Tamala" (2017)
- Voxtra, "The encounter of Vocal Heritage" (2016)
- Refa, "Amerli" (2016)
- Vardan Hovanissian en Emre Gültekin, "Adana" (2015)
- Malick Pathé Sow en Bao Sissoko, "Aduna" (2012)
- Zongora, "Doverie" (2011)
- Blindnote (2010)
- Nedaye Asemani, "Shahkilid" (2010)
- Malick Pathe Sow, "Maayo Men" (2008)

## Festivals
Muziekpublique organiseert ook enkele festivals:
- Living Room Music Festival, met concerten in tuinen van buurtbewoners
- Hide & Seek Festival (sinds 2016)
- Sonamos Latinoamerica Festival (sinds 2015)
- Firefly Sessions (sinds 2021)